# اهداکنندگان مغز
اهداکنندگان مغز (به انگلیسی: Brain Donors) فیلمی محصول سال ۱۹۹۲ و به کارگردانی دنیس داگن است. در این فیلم بازیگرانی همچون جان تورتورو، باب نلسون، مل اسمیت، جان ساویدنت، نانسی مرشان، جولیان دونالد و تری کاپلی ایفای نقش کرده‌اند.